# Röderradroute
Die Röderradroute ist ein etwa 104 Kilometer langer Radwanderweg, der dem Verlauf der Großen Röder folgt. Er führt von der Quelle nahe Röderbrunn bei Rammenau durch die sächsischen Landkreise Bautzen und Meißen bis nach Kosilenzien in Brandenburg, nahe der Mündung der Röder in die Schwarze Elster. Die Route wurde gemeinsam von den Tourismusregionen Westlausitz, Dresdner Heidebogen und Elbe-Röder-Dreieck geplant und 2014 als zusammenhängender Radfernweg eröffnet.

## Strecke
Von Rammenau startend trifft die Route in Bretnig-Hauswalde auf die Große Röder, deren Verlauf sie parallel über Großröhrsdorf bis Kleinröhrsdorf folgt. Während die Röder dann durch Wallroda und das Hüttertal nach Radeberg fließt, verläuft die Route über die Stadtrandsiedlung Am Taubenberg. Oft direkt am Fluss führt der Weg von Radeberg nach Liegau-Augustusbad, danach geht die Strecke über Seifersdorf ins Seifersdorfer Tal. Über Hermsdorf und Medingen verläuft die Strecke durch das Vogelschutzgebiet „Große Röder zwischen Großenhain und Medingen“ nach Radeburg. Dabei passiert der Weg den Radeburger Stausee, der durch die Große Röder gespeist wird. Durch das Landschaftsschutzgebiet „Kienheide und Mittlere Röderaue“ in Rödern führt die Route in den Naturraum Großenhainer Pflege, durch die Stadt Großenhain über Wildenhain nach Zabeltitz. Im Landschaftsschutzgebiet „Röderaue“ liegen zahlreiche Teiche an der Strecke. Über Tiefenau und Spansberg passiert die Strecke die Grenze von Sachsen und Brandenburg und führt durch Kröbeln zu ihrem Endpunkt in Kosilenzien. Die Röderradroute schließt hier an den Radweg FR 5 von Mühlberg/Elbe nach Bad Liebenwerda an.
Die offizielle Freigabe der Route als zusammenhängender Radfernweg erfolgte am Tag des offenen Denkmals 2014. Bei der Veranstaltung im Barockschloss Rammenau wurden neben der Röderradroute drei weitere Radwanderwege freigegeben: die Produkt-, die Kultur- und die Naturerlebnisroute.

## Sehenswürdigkeiten
Entlang der Röderradroute befinden sich zahlreiche Sehenswürdigkeiten und Ausflugsziele, wie zum Beispiel:
- Rammenau: Barockschloss Rammenau
- Radeberg: Schloss Klippenstein, Hüttertal, Radeberger Exportbierbrauerei
- Seifersdorf: Schloss Seifersdorf, Seifersdorfer Tal
- Hermsdorf: Schloss Hermsdorf
- Radeburg: Lößnitzgrundbahn
- Rödern: LSG „Kienheide und Mittlere Röderaue“
- Großenhain: Marienkirche, Rathaus
- Zabeltitz: Altes Schloss, Palais und Barockgarten
- Röderaue: LSG „Röderaue“
- Tiefenau: Barockgarten und Schlosskirche

### Galerie

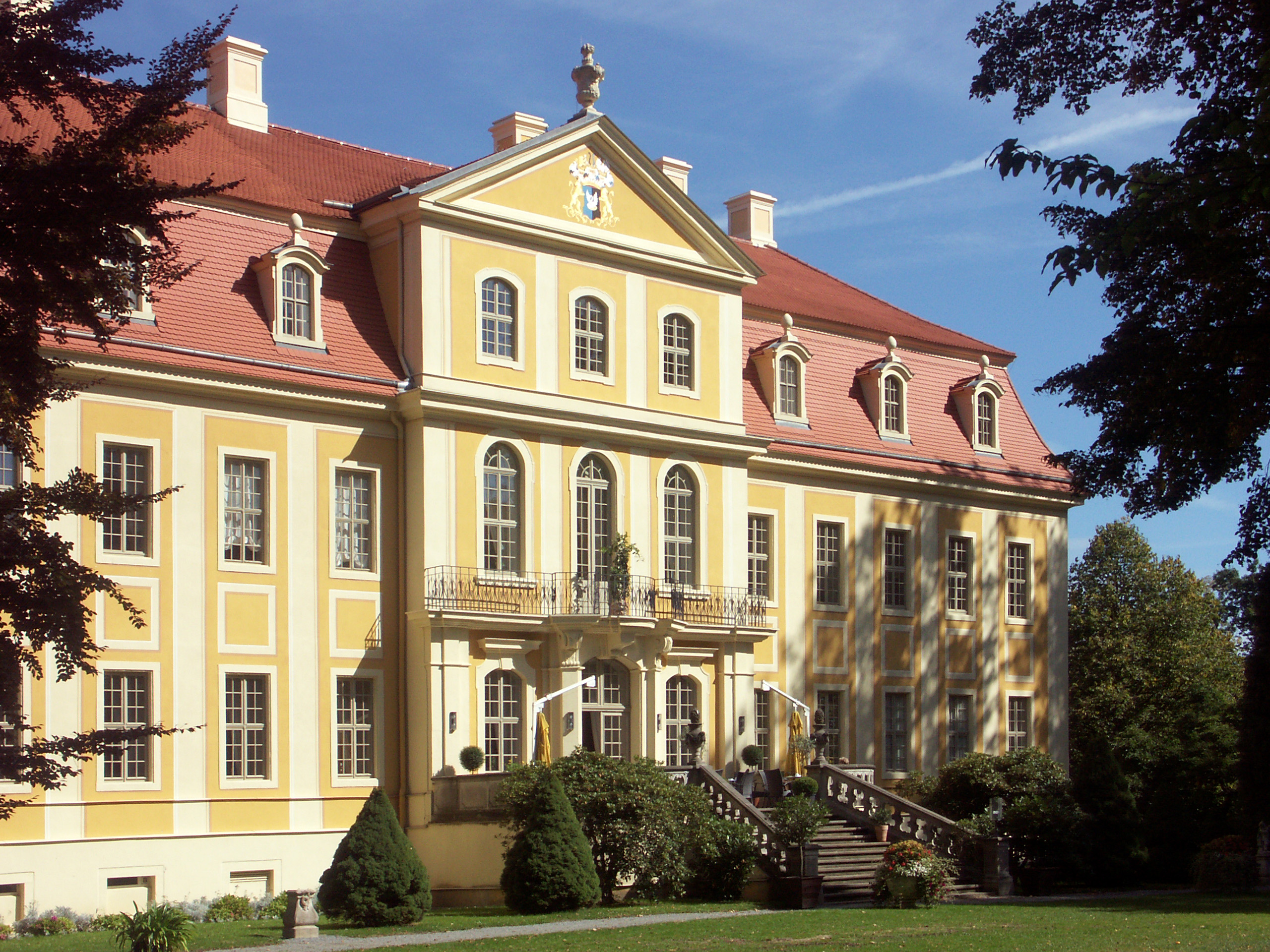
Rammenau
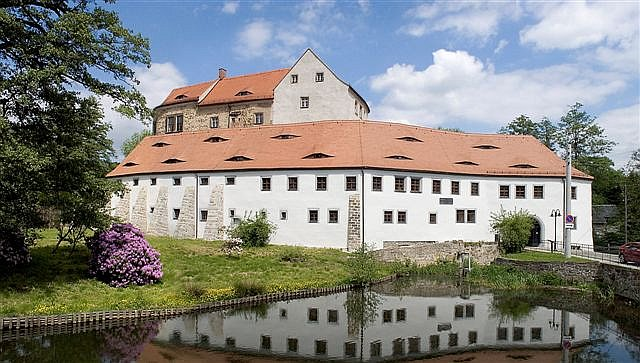
Radeberg
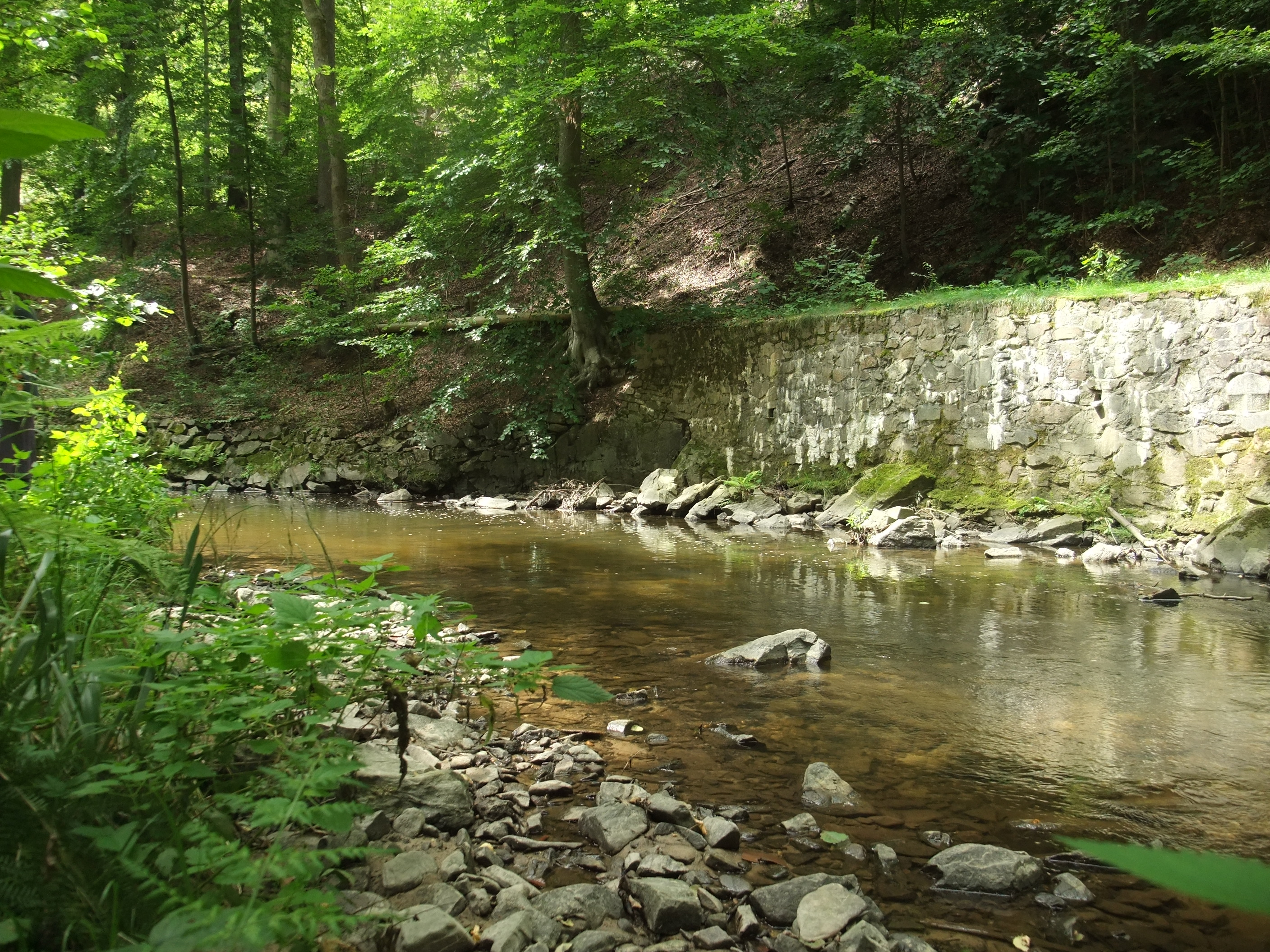
Seifersdorfer Tal
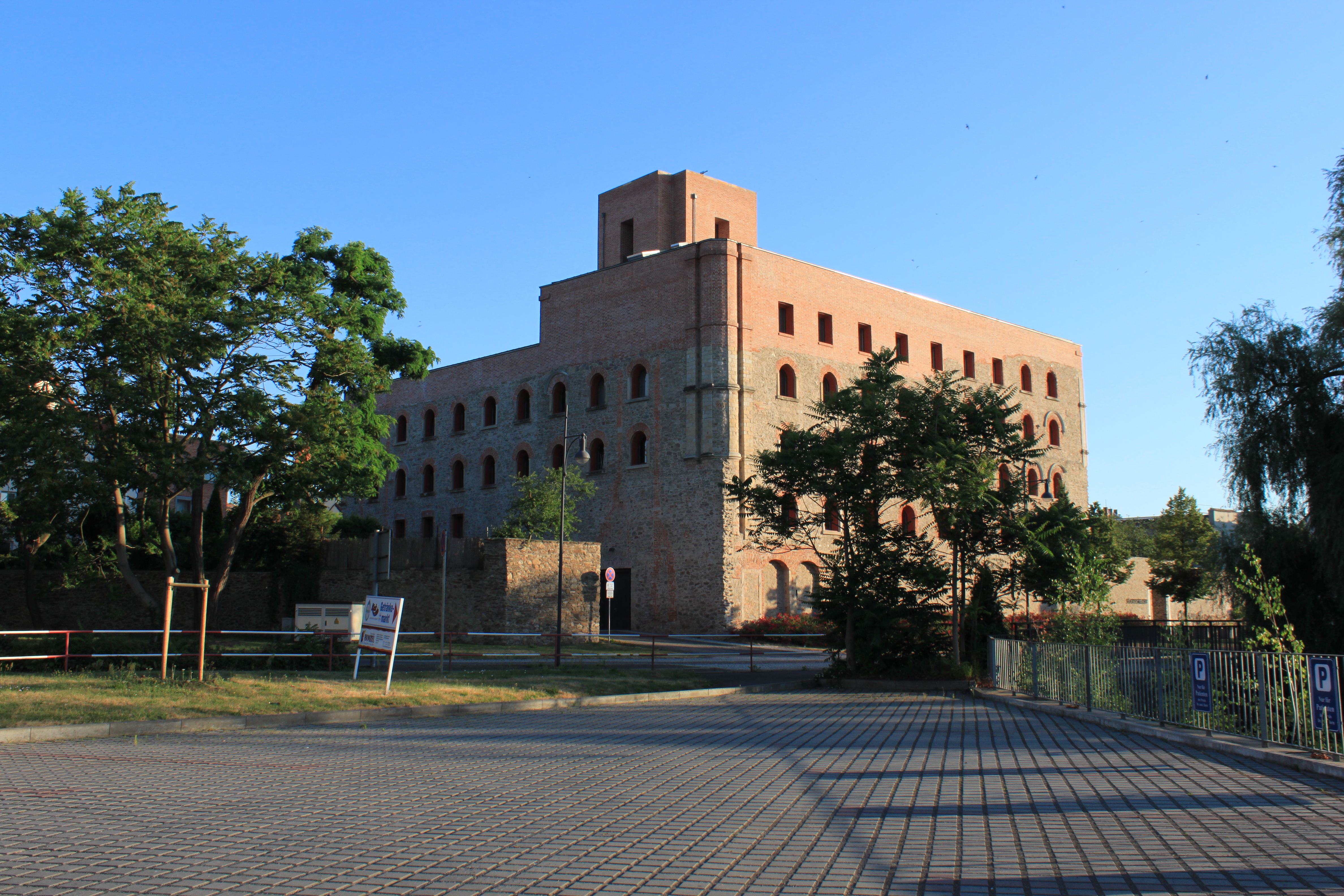
Großenhain
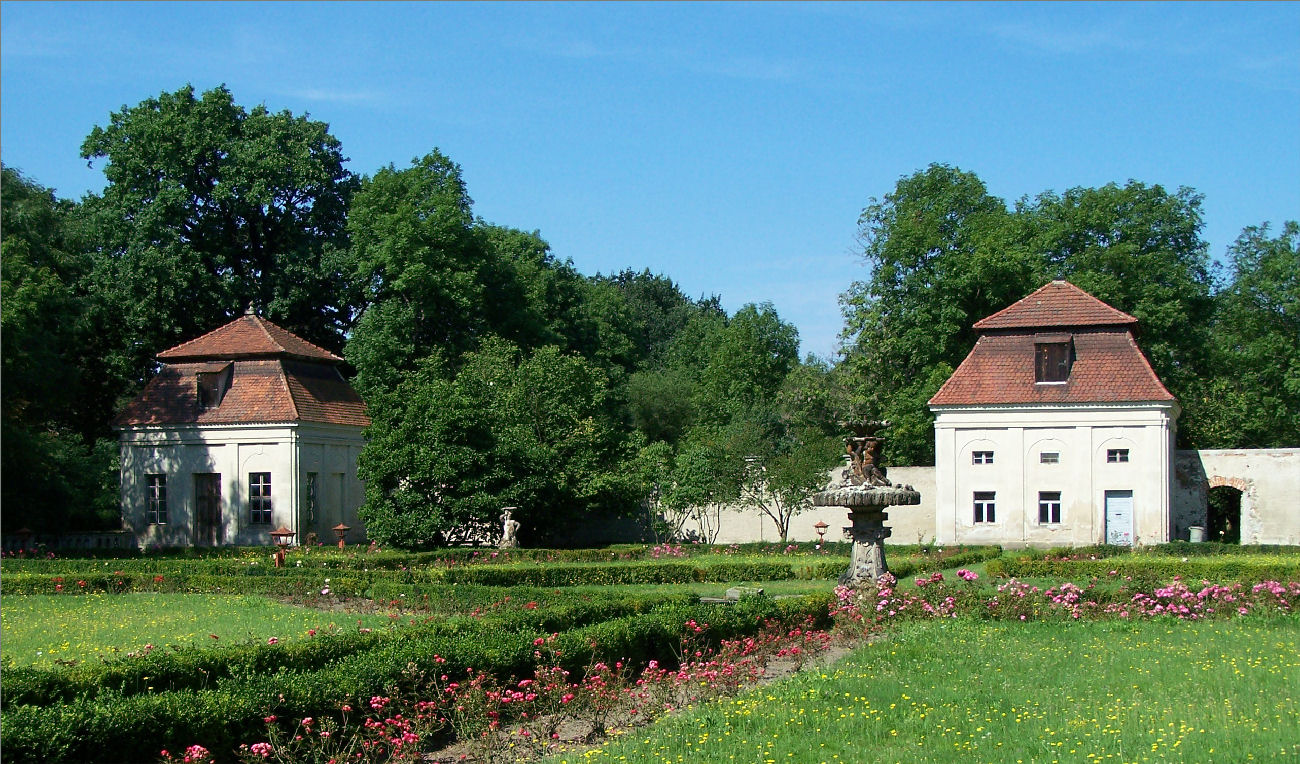
Tiefenau